# Ptilonorhynchus violaceus
O pássaro-cetim ou caramancheiro (Ptilonorhynchus violaceus), é uma ave passeriforme, comum nas florestas húmidas e florestas esclerófilas húmidas do leste da Austrália, do sul de Queensland até Victoria. Existe também uma população isolada, nas florestas tropicais húmidas do norte de Queensland.
É uma ave que exibe um ritual de cortejamento complexo. A escolha do macho foi estudado em detalhe. Eles constroem estruturas especializadas, feitas de ramos, que decoram com objetos amarelos, azuis e brilhantes, incluindo bagas, flores, e também canetas, palhinhas e outras materiais de plástico. À medida que o macho amadurece, usam cada vez mais objetos de cor azul. As fêmeas visitam estas estruturas e escolhem qual macho irá acasalar com elas. Adicionalmente, os machos fazem danças de exibição, que podem por vezes serem vistas como danças ameaçadores pelas fêmeas. A construção do ninho e a incubação são efetuados pela fêmea.

## Galeria

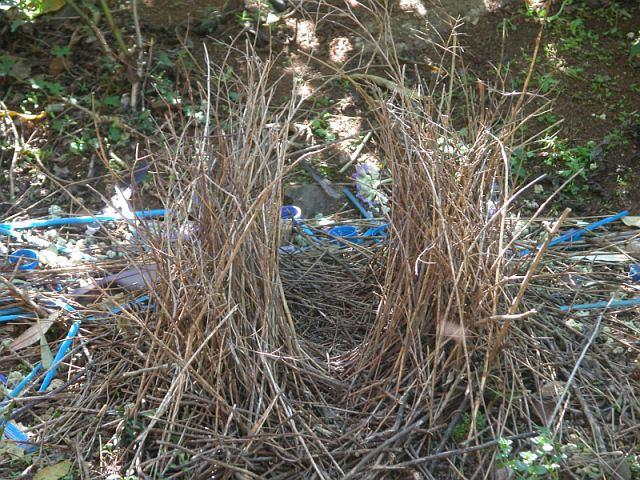
Estrutura usada para atrair fêmeas
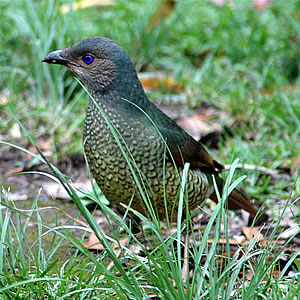
Fêmea
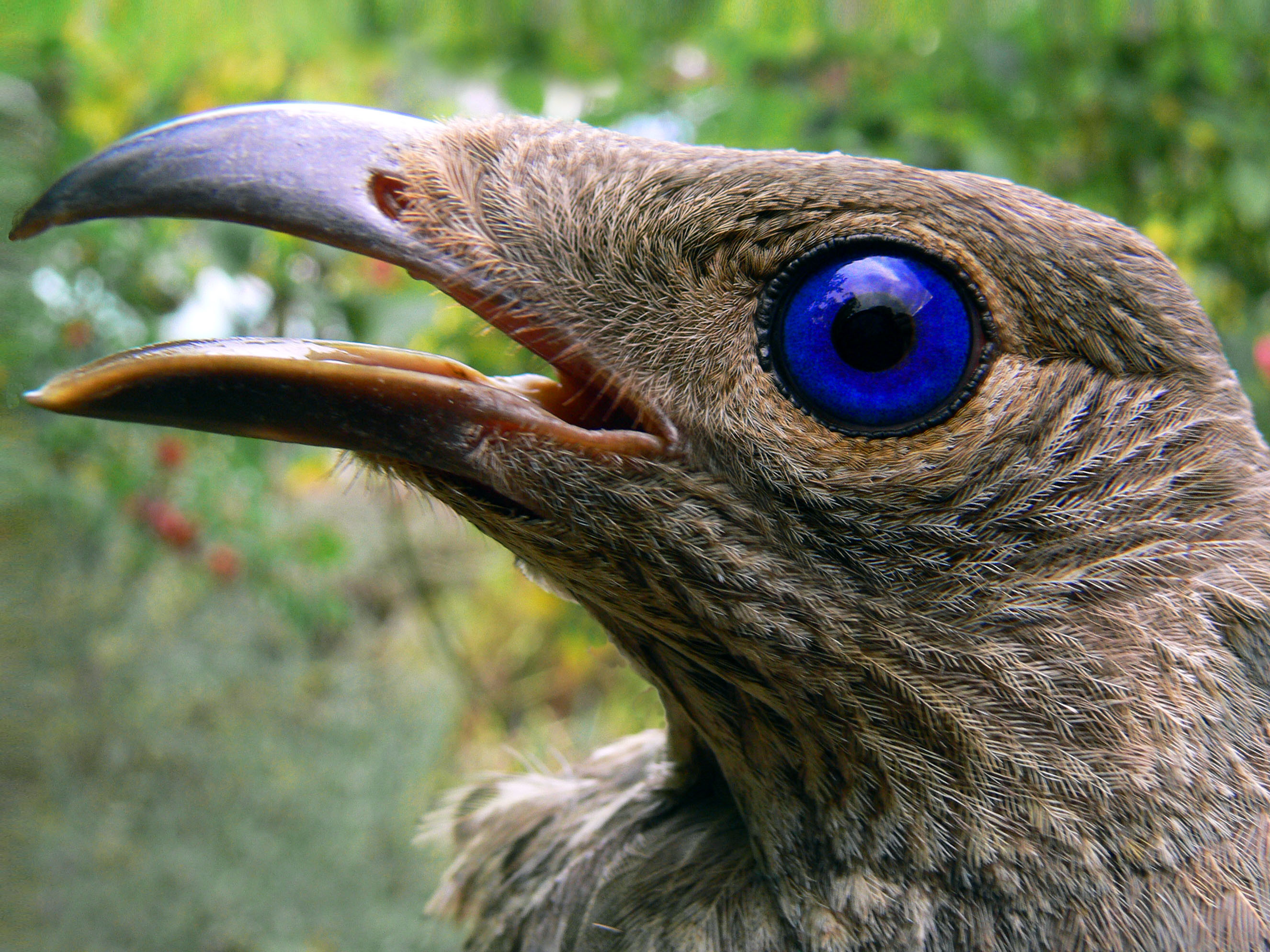
Fêmea
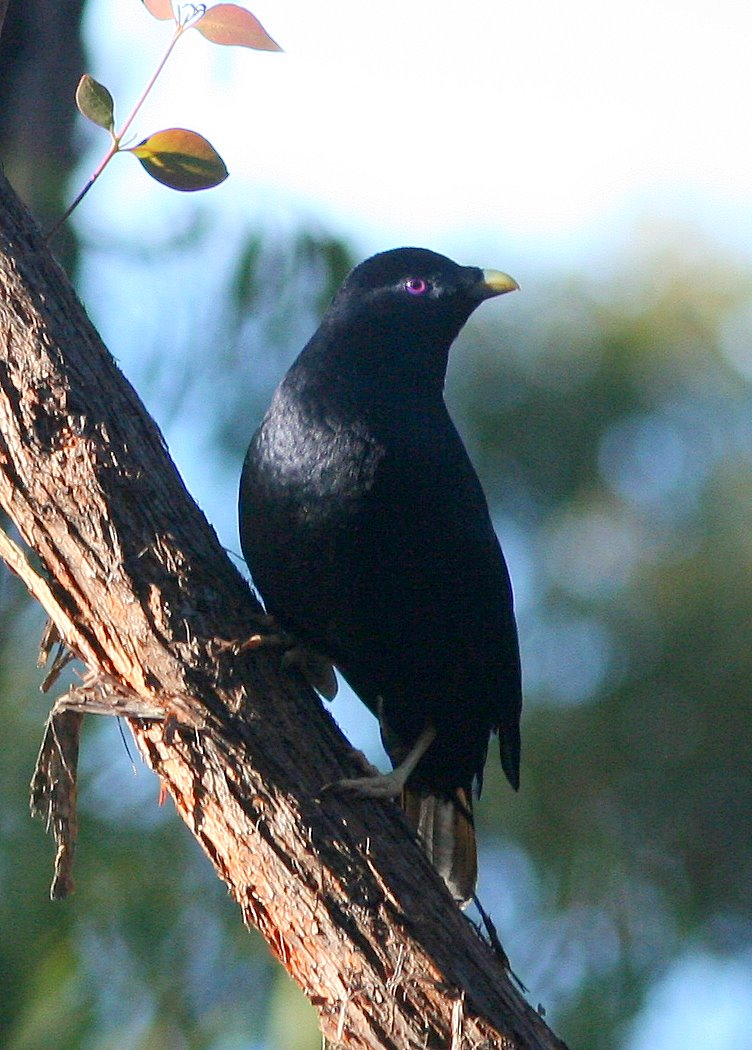
Macho
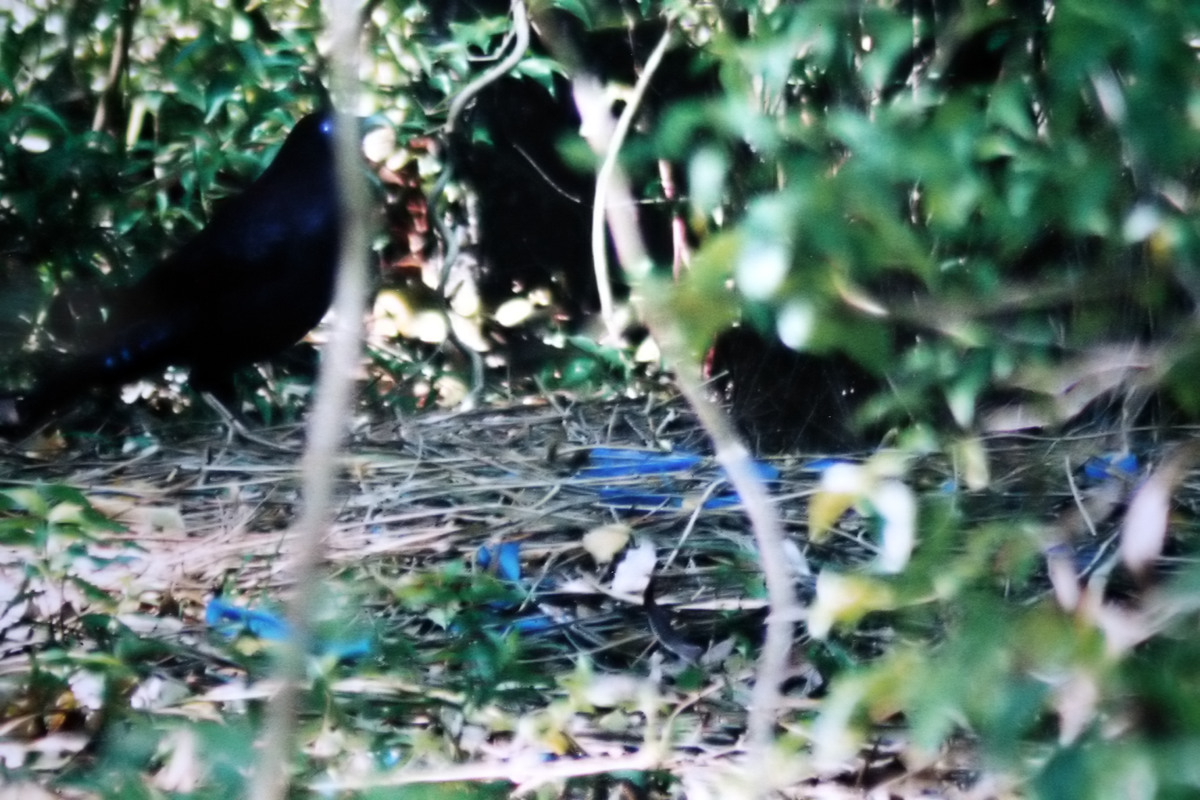
Macho